# Музей нідерландської кавалерії
Музей нідерландської кавалерії (нід. Cavaleriemuseum) — військовий музей у нідерландському місті Амерсфорті. 
Заклад розміщується в двох великих будівлях казарм Bernhardkazerne.
Музейна колекція містить як дрібні предмети — військова форма, вогнепальна зброя, срібло, картини, макети і т.д., так і більш великі об'єкти, як то — транспортні засоби, броньовані автомобілі, танки і супутнє обладнання, які були або все ще перебувають на озброєнні і/або у використанні кавалерії Нідерландської Королівської армії. Музей охоплює понад 425 років історії нідерландської кавалерії, і показує відвідувачам еволюцію армії від вершників кінноти до сучасних танків.